# Caroline Vu
Œuvres principales
Palawan Story (2014)
Caroline Vu, née en 1959, est une écrivaine canadienne d’origine vietnamienne.

## Biographie
Caroline Vu est née en 1959 à Dalat, au Viêt Nam (Viêt Nam du Sud) et a passé son enfance à Saigon. À l'âge de onze ans, elle immigre avec sa mère et son frère aux États-Unis et s’installe dans l’état du Connecticut où sa mère travaillait comme médecin résident. Deux ans plus tard, alors que Caroline est agée de treize ans, la famille émigre au Canada et emménage à Montréal.

## Thèmes littéraires
Les écrits de Caroline Vu traitent de questions d'identité et de mémoire.

## Œuvres
- Palawan Story, Deux Voiliers Publishing, (2014)
- That Summer in Provincetown, Guernica Editions (2015)
- Television Voices, 2017 Bristol Short Story Anthology (2017)

## Traductions françaises
- Un été à Provincetown, Les Éditions de la Pleine Lune, (2016) Traduction française de That Summer in Provincetown
- Palawan, Les Éditions de la Pleine Lune, (2017) Traduction française de Palawan Story

## Accueil de la critique
Son premier roman, Palawan Story, a été publié par le collectif Deux Voiliers Publishing en 2014. Il a remporté le Prix du livre Fred Kerner 2016 pour le meilleur livre d'un membre de l'Association canadienne des auteurs. Il a été également finaliste du Prix du premier livre de l'Université Concordia 2014 et finaliste pour les Prix internationaux du livre 2015,. Palawan Story a été traduit et publié en français par Les Éditions de la Pleine Lune en 2017. Son deuxième roman, That Summer in Provincetown, a été publié en 2015 en anglais par Guernica Editions. En 2016, Les Éditions de la Pleine Lune en ont publié la traduction française, Un été à Provincetown.
En 2017, Caroline Vu a écrit son premier ouvrage de courte fiction, Television Voices. La nouvelle a été sélectionnée par le Bristol Short Story Prize, sur 2000 soumissions.

## Distinctions
- Finaliste du Prix du premier livre de l'Université Concordia 2014 pour Palawan Story
- Finaliste pour les Prix internationaux du livre 2015 pour Palawan Story
- Prix du livre Fred Kerner 2016 pour Palawan Story
- Finaliste au Bristol Short Story Prize 2017 pour Television Voices
- Finaliste au Prix de la diversité Metropolis bleu/Conseil des arts de Montréal (2018)